# Dysphania nelera
Dysphania nelera là một loài bướm đêm trong họ Geometridae.